# Tupinambinae
Tupinambinae is een onderfamilie van hagedissen die behoort tot de familie tejuhagedissen (Teiidae).

## Naam en indeling
De wetenschappelijke naam van de groep werd voorgesteld door Karel Lucien Bonaparte in 1831. De onderfamilie wordt vertegenwoordigd door vijftien soorten in vijf geslachten.

## Verspreidingsgebied
De verschillende soorten komen voor in delen van Midden- en Zuid-Amerika.

## Lijst van geslachten
| Naam                                            | Auteur                 | Verspreidingsgebied                                                                                                   |
| ----------------------------------------------- | ---------------------- | --- |
| Callopistes                                     | Gravenhorst, 1838      | Chili, Ecuador, Peru                                                                                                  |
| Krokodilstaarthagedis (Crocodilurus amazonicus) | Daudin, 1802           | Brazilië, Colombia, Frans-Guyana, Peru en Venezuela                                                                   |
| Dracaena                                        | Daudin, 1802           | Bolivia, Brazilië, Colombia, Ecuador, Frans-Guyana, Peru                                                              |
| Salvator                                        | Duméril & Bibron, 1839 | Argentinië, Bolivia, Brazilië, Paraguay, Uruguay                                                                      |
| Reuzenteju's (Tupinambis)                       | Daudin, 1802           | Argentinië, Bolivia, Brazilië, Colombia, Ecuador, Frans-Guyana, Guyana, Peru, Suriname, Trinidad en Tobago, Venezuela |